# Grabstätte des Sulaiman Schah

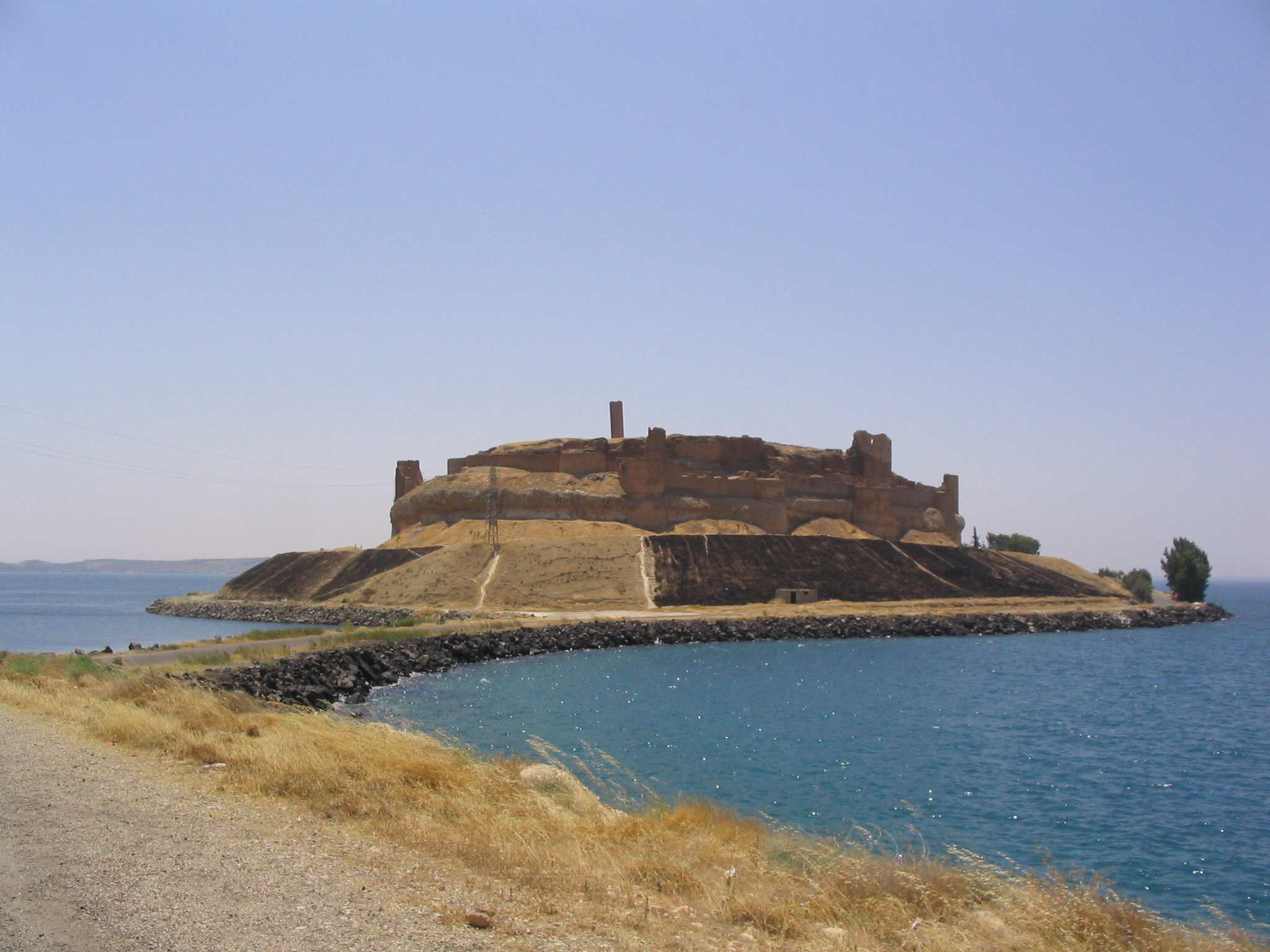
Der alte Standort Qalʿat Dschaʿbar

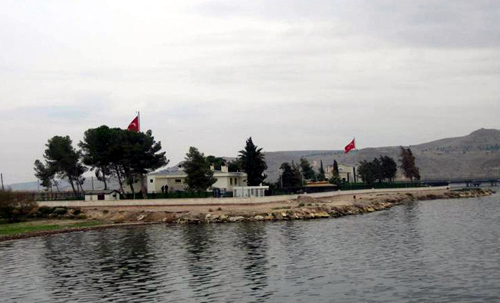
Der zweite Standort ab 1973

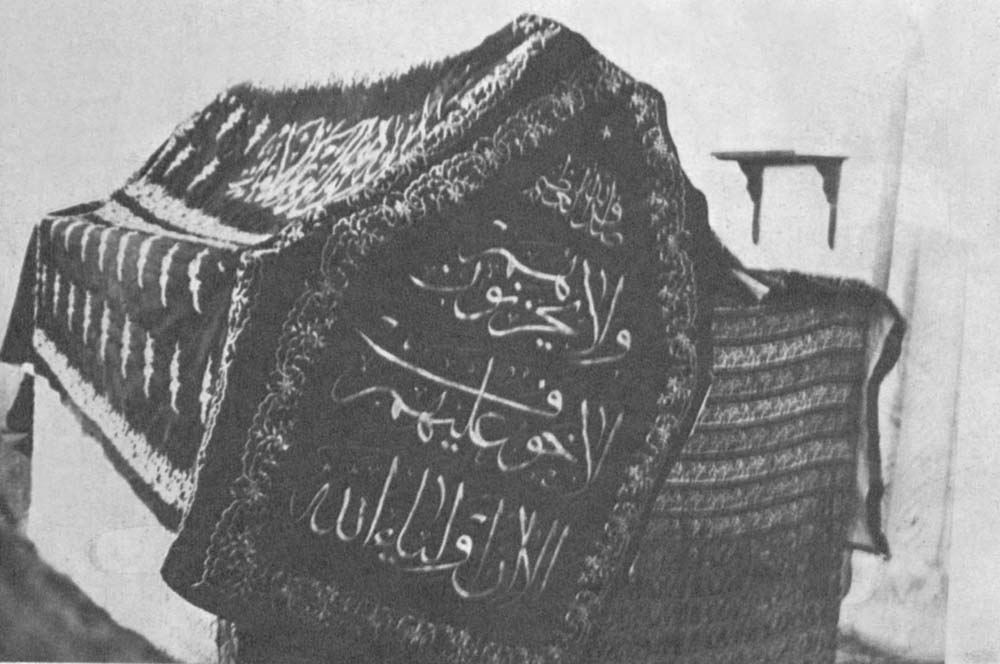
Foto des Scheinsarges (tr: Sanduka) 1921

Die Grabstätte des Sulaiman Schah (türkisch Süleyman Şah Türbesi, arabisch ضريح سليمان شاه) lag bis September 2014 auf einer Halbinsel im Euphrat im syrischen Gouvernement Aleppo und war seit dem Vertrag von Ankara aus dem Jahr 1921 Eigentum der Republik Türkei. Die Türkei beanspruchte die rund zwei Hektar große Örtlichkeit als exklavisch gelegenen Teil ihres Staatsgebietes, was jedoch umstritten ist. Im Zuge des syrischen Bürgerkrieges wurde das Kenotaph verlegt und die Türbe gesprengt.

## Geschichte
Sulaiman Schah (* um 1178; † 1236) gilt als ein Stammesführer der Kayı und (zumindest legendärer) Großvater von Osman I., dem Gründer des Osmanischen Reiches, dem Vorgängerstaat der heutigen Türkei. Sulaiman Schah wird laut den mehreren hundert Jahre später verfassten legendenhaften Berichten der frühen osmanischen Geschichtsschreiber wie Aschikpaschazade, Neşrî, İdris-i Bitlisî oder Lütfi Paşa vermutlich fälschlicherweise als Großvater Osmans genannt und mit kleinen Abweichungen voneinander führten die Geschichtsschreiber Sulaimans Stammbaum auf Noah zurück. Nach diesen Berichten soll Sulaiman ca. 50.000 Nomaden, die aus dem Iran vertrieben worden seien, angeführt haben. Sie hätten in Anatolien Eroberungen getätigt. Sulaiman Schah indes soll bei Qalʿat Dschaʿbar im Euphrat ertrunken und dort begraben worden sein. Nach seinem Tod sollen die Stämme sich aufgelöst und sich teilweise in Anatolien niedergelassen haben. Die Encyclopaedia of Islam vermerkt dazu Folgendes: This story is perhaps due to a confusion between Sulaymān S̲h̲āh, the putative grandfather of ʿOt̲h̲mān I, and the Sald̲j̲ūḳid prince Sulaymān b. Ḳutlumus̲h̲ [q.v.]. The tomb itself is in all probability not connected with either of them.
Sein – so die Legende – Enkel Osman I. besaß ein kleines Herrschaftsgebiet nahe Bursa, das später als Osmanisches Reich zur Weltmacht aufstieg. Dessen Sultan Abdülhamid II. ließ im 19. Jahrhundert Sulaiman Schahs überlieferte Grabstätte bei der Burg Qalʿat Dschaʿbar, die im heutigen Syrien liegt, erbauen. Nach dem Zusammenbruch des Osmanischen Reiches im Zusammenhang mit dem Ersten Weltkrieg verlor das Reich den Großteil seines Staatsgebietes, darunter auch Syrien, das von den Franzosen besetzt wurde. Die Regierung der Großen Nationalversammlung der Türkei ließ sich in Artikel 9 des 1921 geschlossenen Vertrags von Ankara nach dem Kilikischen Krieg von Frankreich zusichern, dass das Grabmal des Sulaiman Schah sowie das Zubehör des Grabs in Qalʿat Dschaʿbar Eigentum der Türkei bleibt. Diese erhielt außerdem das Recht, auf dem zwei Hektar großen Areal die türkische Flagge zu hissen und Wächter zu stationieren. Dieser Status wurde auch durch die Unabhängigkeit Syriens im Jahr 1946 nicht verändert.
Mit dem Bau der Tabqa-Talsperre drohte die Burg überschwemmt zu werden, weshalb sich die Türkei und Syrien auf eine Verlegung der Grabstätte unter Beibehaltung der vertraglichen Rechte einigten. Ab dem Jahr 1973 lag das Grab nahe der syrischen Stadt Sarrin am Euphrat. Die Türkei machte von ihren vertraglichen Rechten weiterhin vollen Gebrauch. Anfang Oktober 2014 sollen sich 40 Soldaten dort befunden haben. Besucher wurden einer Passkontrolle unterzogen.

### Im syrischen Bürgerkrieg
Der Anfang 2011 ausgebrochene Bürgerkrieg in Syrien sowie verschiedene Vorfälle an der türkisch-syrischen Grenze führten zu Spannungen zwischen den beiden Ländern. Die NATO-Operation Active Fence war eine Reaktion auf diese und soll den türkischen Luftraum schützen. Bezugnehmend auf die Grabstätte sagte der damalige Ministerpräsident und heutige Präsident der Türkei Recep Tayyip Erdoğan im August 2012: „Das Grabmal von Sulaiman Schah und das es umgebende Land ist unser Territorium. Wir können keinen schädlichen Akt gegen das Denkmal ignorieren, da es sich um einen Angriff auf unser Territorium handeln würde, genau wie um einen Angriff auf ein NATO-Land.“ Diese Position wurde später mehrmals bekräftigt. Tatsächlich sei es der Türkei möglich, so der deutsche Völkerrechtler Matthias Hartwig, nach einem Angriff auf das Grabmal den NATO-Bündnisfall ausrufen zu lassen. Dies gelte auch, wenn es sich beim Grabmal, entgegen der Position der Türkei, nicht um türkisches Staatsgebiet handle, da auch ein Angriff auf türkisches Militär, wie es dort stationiert war, ausreiche, zumindest, wenn dieser heftig genug sei. Die Badische Zeitung schrieb indes, für das Ausrufen des Bündnisfalls müsse „ein Angriff im Sinne der UN-Definition vorliegen“, womit „ein Überfall auf einen Militärposten“ nicht ausreiche.
Das Gebiet rund um die Grabstätte fiel im Kriegsverlauf unter die Kontrolle des sogenannten Islamischen Staats im Irak und in Syrien (ISIS), einer salafistisch-dschihadistischen Terrororganisation, die regelmäßig Sakralbauten in ihrem Einflussbereich sprengte. Am 20. März 2014 forderten Wortführer der Dschihadistenmiliz die Türkei auf, das Gebiet aufzugeben und zu räumen – andernfalls würde man das Grabmal angreifen. Dieses Ultimatum ließ die Türkei nach drei Tagen verstreichen. Der Präsident der Türkei, Abdullah Gül, stellte klar, die Grabstätte werde „beschützt werden, wie unser Heimatland beschützt wird.“ Der sogenannte ISIS machte die Drohung nicht wahr.
Für Aufsehen sorgte der Leak eines Tonbandmitschnitts im März 2014, in dem führende türkische Offizielle die Option diskutierten, einen Angriff unter Falscher Flagge auf das Grabmal zu inszenieren, um einen Grund für eine Intervention in Syrien sowie das Ausrufen des Bündnisfalls zu finden.

### Evakuierung
Ab September 2014 hatte der inzwischen als „Islamischer Staat“ agierende „ISIS“ das Grabmal mit rund 1100 Kämpfern umzingelt. In der Nacht zum 22. Februar 2015 evakuierte die Türkei mit der Operation Şah Fırat die Grabstätte, das Mausoleum wurde dabei gesprengt. Dies geschah unter Einsatz von 39 Panzern und mehreren hundert Soldaten. Einer von ihnen kam bei einem Unfall ums Leben. Die Militäroperation, bei der erstmals Bodentruppen im Nachbarland eingesetzt wurden, begründete die Türkei mit der schlechten Sicherheitslage.
Das Grabmal und das Kenotaph wurden nach Aschme gebracht, einem Ort im Norden Syriens, der von den kurdischen Volksverteidigungseinheiten (YPG) kontrolliert wurde. Dort wird das Grabmal wieder aufgebaut. Solange die neue Stätte noch nicht fertiggestellt ist, befindet sich der Scheinsarg in der Türkei.
Die türkische Opposition reagierte scharf auf die Evakuierung und unterstellte dem Militär und der Regierung Feigheit und die Zusammenarbeit mit der der PKK nahestehenden YPG, die seit dem Kampf um Kobanê das Gebiet bis zum Grab zurückerobert hatte. Zum ersten Mal seit der Republikgründung habe eine Regierung türkisches Territorium aufgegeben.

### Rückverlegung an ursprünglichen Ort geplant
Am 2. April 2018 erklärte der stellvertretende türkische Ministerpräsident Fikri Işık, das Grab werde an seinem ursprünglichen Standort in Nordsyrien wieder aufgebaut werden. Bis heute (Juli 2025) ist es nicht geschehen.